# Саїд Саїф Асаад
Саїд Саїф Асаад (31 травня 1979) — катарський важкоатлет.
Бронзовий призер Олімпійських Ігор 2000 року в категорії 105 кг, учасник 2004 року.
Переможець Азійських ігор 2002 року в категорії 105 кг.
Чемпіон світу 2003 року в категорії 105 кг.